# Quinn the Eskimo (The Mighty Quinn)
Quinn the Eskimo (The Mighty Quinn) är en låt skriven av Bob Dylan som han spelade in 1967 under inspelningarna av det som 1975 skulle bli utgivet som dubbelalbumet The Basement Tapes. Den fanns dock inte med på det albumet utan första gången han släppte en egen version var på albumet Self Portrait 1970. Det var en liveinspelning från Isle of Wight-festivalen 1969. Den inspelningen togs även med på samlingsalbumet Bob Dylan's Greatest Hits, Vol. 2. En studioversion finns med på samlingen The Essential Bob Dylan.
Den handlar om en eskimå vid namn Quinn som anländer till en ospecifierad plats och skapar ordning och reda. Dylan har själv beskrivit den som en av hans mer lättviktiga kompositioner.
Låten blev under den kortare titeln Mighty Quinn en stor hitsingel för den brittiska popgruppen Manfred Mann då de som första artist lanserade låten för allmänheten i januari 1968. Inspelningens prominenta flöjtpartier spelas av Klaus Voormann. The Hollies spelade in låten på albumet Hollies Sing Dylan 1969. Manfred Mann's Earth Band släppte 1978 en liveversion av låten på albumet Watch.

## Listplaceringar, Manfred Mann
| Lista (1968)   | Position         |
| -------------- | ---------------- |
| Australien     | 6 (Go Set)       |
| Danmark        | 1 (DR "Top 20")  |
| Flandern       | 1                |
| Frankrike      | 14 (SNEP)        |
| Irland         | 1                |
| Kanada         | 3 (RPM)          |
| Nederländerna  | 2                |
| Norge          | 2 (VG-lista)     |
| Nya Zeeland    | 1 (NZ Listner)   |
| Schweiz        | 2                |
| Storbritannien | 1                |
| Sverige        | 1 (Kvällstoppen) |
| Sverige        | 1 (Tio i topp)   |
| USA            | 10               |
| Vallonien      | 2                |
| Västtyskland   | 1                |
| Österrike      | 4                |